# S أبو سيف

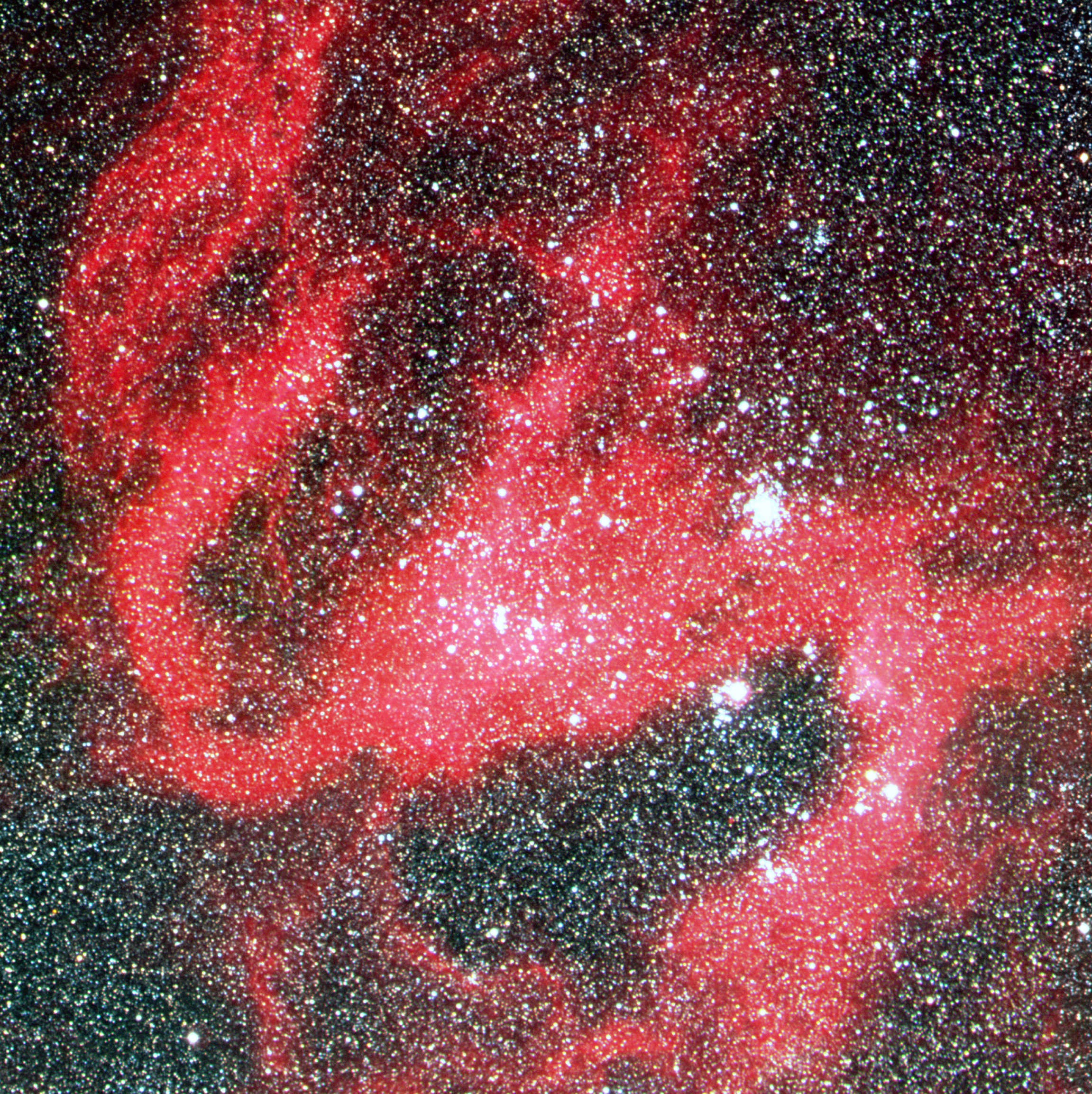
إس أبو سيف (S Dorado)

إس أبوسيف في الفلك (بالإنجليزية: S Doradus)‏ هو أشد نجم سطوعا في مجرة ماجلان الكبرى وهي مجرة صغيرة تابعة لمجرتنا مجرة درب التبانة. وهذا النجم مقيد كأحد العمالقة العظام الفائقين في قائمة أشد النجوم المعروفة سطوعا، حيث يتعدى ضياؤه أحيانا القدر المطلق -10، ولكن إس أبوسيف بعيد جدا عنا بحيث لا نراه بالعين المجردة.
وتسمى بعض النجوم في تصنيفها باسم هذا النجم العملاق كنجم متغير نوع إس أبو سيف، وهو في نفس الوقت تصنيف متغير أزرق شديد الضياء luminous blue variable.
ويبين إس أبو سيف تغيرات في شدة تألقه، وتتخللها أحيانا بعض الانفجارات الصغيرة الحجم.
يتغير قدره الظاهري بين +8 إلى +12 ويعتقد بعض العلماء أنه نجم ثنائي ولكن لم يفصل في هذا الأمر الفصل القاطع.

## وصلات خارجية
- http://jumk.de/astronomie/big-stars/s-doradus.shtml
- http://seds.org/~spider/Spider/Misc/sDor.html
- http://www.daviddarling.info/encyclopedia/S/S_Doradus.html
- http://books.google.com.br/books?id=sIcdZ3VKdpEC&pg=PA151&lpg=PA151&dq=%22S+Doradus%22&source=web&ots=RTPYWXf5c5&sig=BmO4BwtwgJuwuvvU3DDJxeBfkG8&hl=pt-BR#PPA152,M1